# Madelynn Bernau
Madelynn Bernau (Racine, 1 de junho de 1998) é uma atiradora esportiva estadunidense, medalhista olímpica.

## Carreira
Bernau participou dos Jogos Olímpicos de Verão de 2020 em Tóquio, onde participou da prova de fossa olímpica em duplas mistas ao lado de Brian Burrows, conquistando a medalha de bronze.